# Vichama (dios)
Vichama (también como: Huichama) fue un dios preincaico que, al igual que Pachacámac, era hijo del primer Sol. El mito que exhibe su origen es un exponente ostensible de la dualidad, pues este explica bellamente el antagonismo y complementariedad de Vichama con Pachacámac, su hermano.
Ambos dioses hermanos encarnaban dos fuerzas cósmicas opuestas: Vichama es la personificación del día; mientras que Pachacámac es la personificación de la noche.
El culto consagrado a Vichama fue predominante en los diversos pueblos ubicados en las zonas costeras del antiguo Perú.
Posteriormente, al igual que su hermano Pachacámac, Vichama fue asimilado dentro del panteón incaico.

## Onomástica

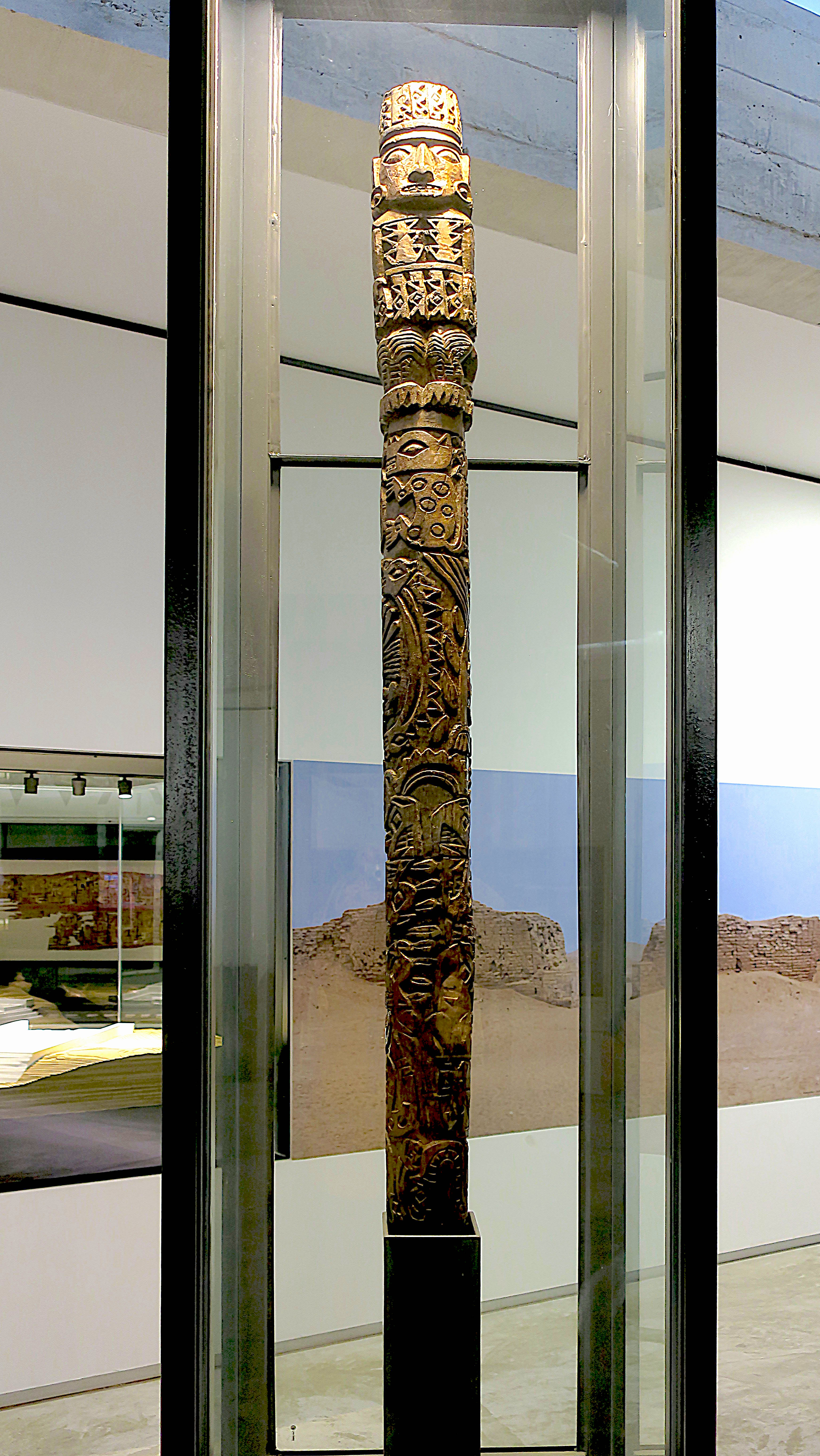
De acuerdo con algunos estudiosos, los dos rostros del ídolo de Pachacámac que miran en dirección opuesta personifican a los dioses Vichama y Pachacámac.

Además de ⟨Vichama⟩, ⟨Huichama⟩ y ⟨Uichama⟩, el teónimo también aparece escrito en las fuentes coloniales como ⟨Uichma⟩ y ⟨Villama⟩.[cita requerida] Interpretando el nombre como quechumara, es fácil reconstruirlo como /witʃama/ (Wichama en ortografía contemporánea).
No existen todavía hipótesis detalladas sobre la etimología del nombre, y su origen permanece incierto. Se ha propuesto su posible vinculación con el término del quechua norteño ichma ('bermellón, cinabrio') y con el topónimo Ichma.[cita requerida] Alfredo Torero planteó, asimismo, la posibilidad de que el teónimo Vichama esté relacionado con el término ⟨guaxme⟩ ('pescador'), consignado en el primer diccionario quechua de fray Domingo de Santo Tomás de 1560.Tal término no parece ser una voz patrimonial quechua, por lo que  se lo ha asignado al extinto quingnam, y se reporta además que habría sido el nombre de algunos pueblos de pescadores en la actual costa central del Perú.
Se ha propuesto la identidad entre Huichama y el dios Huiracocha.  No se trata de una hipótesis etimológica (sobre palabras) sino cultural (sobre la religión andina prehispánica). El primero en proponer tal identidad fue el extirpador de idolatrías Fernando de Avendaño.

## Representación
Según el mito que expone su origen, Vichama fue una divinidad producto de la unión del primer Sol y de una mujer mortal (algunos estudiosos sostienen que dicha mujer pudo ser Pachamama o una diosa madre).
La misma fuente detalla que el dios Vichama creció rápidamente hasta convertirse en un apuesto y saleroso muchacho.
El dios Vichama y su hermano Pachacámac son un ejemplo de dualidad, pues ambas entidades personifican fuerzas cósmicas distintas que, pese a ser disarmónicas y/o antagónicas entre sí, son necesarias para la continuidad del universo: el día y la noche.
Este vínculo de oposición y complementariedad está bastante presente en el pensamiento andino.
En relación con este concepto, algunos estudiosos sostienen que, tanto Vichama como Pachacámac se encuentran representados en el ídolo de Pachacámac. Dicho ídolo ha estado sujeto a múltiples interpretaciones. Una de ellas asevera que una de las caras del ídolo se encuentra ataviada de mazorcas de maíz (elemento asociado con el día y, por lo tanto, con Vichama), mientras que la otra cara se encuentra ataviada con cabezas de zorro (animal asociado con la noche y, por ende, con Pachacámac).

## Historia y mitología

### El mito de Vichama
Según este mito, Pachacámac es establecido como hijo del primer Sol que alumbró al mundo.
Pachacámac había creado una pareja para que poblara la Tierra; pero no la proveyó de alimento. A raíz de esto, el hombre murió al poco tiempo.
La afligida mujer fue a reclamarle al Sol (el creador del todo), a lo que este se compadeció y bajó a la Tierra. Mediante sus poderosos rayos, el Sol fecundó a la mujer y esta dio a luz a un hermoso niño a los 4 días (algunas versiones llaman a este niño Mallko/Malqo).
El advenimiento del niño trajo completa afluencia y júbilo a la mujer.
La mujer había restituido el sentimiento que tanto se había deteriorado después de haber contemplado el fallecimiento de su pareja y el hecho de vivir en menesterosas condiciones: la esperanza.
No obstante, aquella felicidad de la mujer fue un sentimiento perecedero, pues la historia adquiere un lúgubre matiz luego de que Pachacámac, su creador, se percatara inmediatamente de la noticia.
A juicio de Pachacámac, la mujer había cometido una gravísima transgresión, pues ella acudió ante el Sol en lugar de él, su creador. Incitado por la furia producto de dicha transgresión, Pachacámac arrebató el niño de los brazos de la madre. Ignorando los ruegos de esta última, Pachacámac mató y despedazó el cuerpo de su medio hermano. Una vez consumado el fratricidio, Pachacámac sembró las partes del niño y así nacieron todos los alimentos. Por nombrar algunos de estos, están: el maíz, la yuca, la papa, el camote, el pacae, etc.
Los alimentos no llenaron el vacío de la apesadumbrada mujer. Cada alimento que veía le hacía recordar a su difunto hijo, por lo que comenzó a llorar desconsoladamente. El Sol volvió a intervenir y, con los restos del ombligo del niño, lo resucitó. Al resucitar el niño, se le nombró Vichama.
La mujer crio al niño con todo el amor que una madre puede ofrecer. El dios infante llegó a crecer rápidamente hasta convertirse en un muchacho bello y galante. En ese momento, Vichama solicitó el permiso de su madre y partió en su aventura de recorrer todo el mundo como su padre, el Sol.
Durante la ausencia de Vichama, Pachacámac reapareció y dio muerte a la madre. El dios dividió el cuerpo de la madre en pequeños trozos y con ellos alimentó a los cóndores y gallinazos. Los cabellos y huesos los guardó, escondiéndolos en las orillas del mar. Posteriormente, el dios Pachacámac creó una nueva generación de seres humanos.
Al regresar, Vichama conoció la nefasta noticia y su inexorable furia se expresaba mediante sus ojos y su corazón, los cuales expelían refulgentes ráfagas de ardoroso fuego.
Acto seguido, Vichama resucitó a su madre y, enfurecido por semejante barbarie, buscó a Pachacámac para enfrentarlo. En su incesante búsqueda, Vichama no llegó a localizar a Pachacámac, pues este último ya se había marchado del lugar de los hechos y desapareció sumergiéndose en el mar.
Al percatarse de la desaparición de Pachacámac, el encolerizado Vichama bramaba encendiendo los aires y centelleaba atemorizando los campos.
Al no poder mitigar su furia, Vichama acusó a los seres humanos creados por Pachacámac de ser cómplices de la matanza de su madre. A manera de castigo, Vichama convirtió a esta humanidad en piedra. Asimismo, Vichama decretó a los curacas petrificados como huacas que han de ser adoradas como dioses; mientras que los plebeyos de los curacas fueron convertidos en piedras ordinarias.
Posteriormente, se creó una nueva humanidad a partir de tres huevos que cayeron del cielo: uno de oro, del cual surgieron los curacas; uno de plata, del cual surgieron sus mujeres; y otro de cobre, del cual surgieron los hombres y las mujeres que poblaron el mundo.

## Interpretación del mito

### Vichama y Pachacámac: oposición y complementariedad
Al igual que muchas leyendas y/o historias andinas, el mito de Vichama ha estado sujeto a diversas interpretaciones. La interpretación más aceptada establece al mito como un análisis metafórico sobre la alternancia entre el día y la noche. Este análisis explicaría el hecho del porque Vichama (día), pese a su incesante búsqueda, jamás logra encontrar a Pachacámac (noche).
Vichama y Pachacámac no solo serían personificaciones del día y la noche sino que representarían la dualidad, la cual está bastante presente en la cosmovisión de los habitantes del antiguo Perú.